# Richard Duckett
Richard Louis Duckett (Montréal, 30 gennaio 1884 – Montréal, 19 luglio 1972) è stato un giocatore di lacrosse canadese, vincitore di una medaglia d'oro nel lacrosse maschile a squadre ai Giochi della IV Olimpiade.

## Palmarès
In carriera ha conseguito i seguenti risultati:
- Giochi olimpici

Londra 1908: oro nel lacrosse maschile a squadre.